# Charnowo (Ustka)
Charnowo (deutsch Arnshagen, kaschubisch Charnowò, slowinzisch Χãrnɵvɵ) ist ein Dorf im Nordwesten der polnischen Woiwodschaft Pommern und gehört zur Landgemeinde Ustka (Stolpmünde) im Powiat Słupski (Stolper Kreis).

## Geographische Lage
Das Kirchdorf liegt in Hinterpommern, am Westufer der Stolpe, etwa 13 Kilometer nordnordwestlich von Stolp und sieben Kilometer südöstlich des Ostseeküstenortes Stolpmünde.

## Geschichte

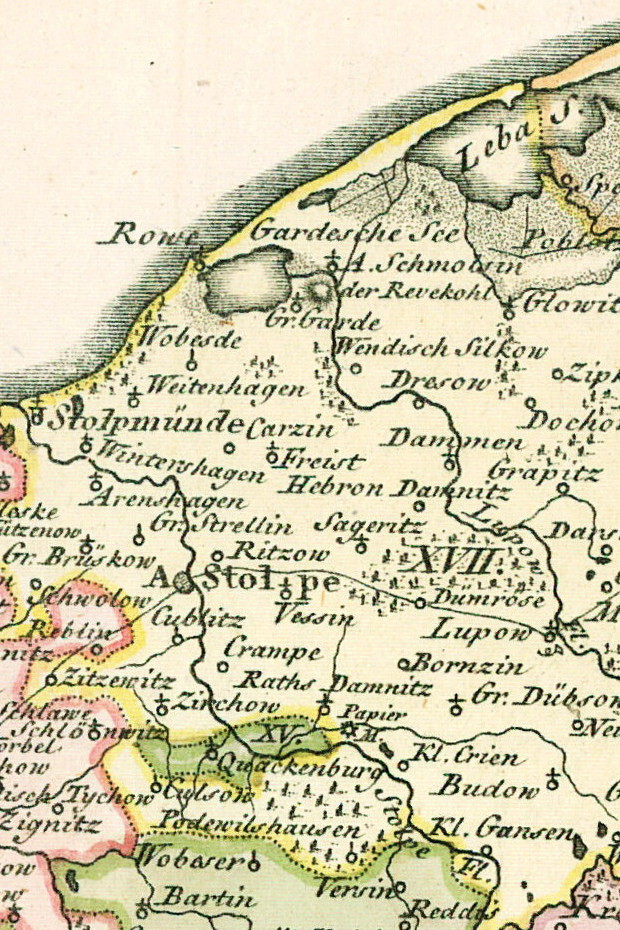
Arnshagen, Kirchdorf, nordnordwestlich der Stadt Stolp (früher Stolpe geschrieben), südöstlich von Stolpmünde an der Ostsee und links der Stolpe, auf einer Landkarte von 1794.

Frühere Namensformen sind Arendshagen und Arenshagen. Das Dorf Arnshagen wird in einer Urkunde aus dem Jahr 1337 erwähnt, mit der die Grafen Jesko von Schlawe und Jesko von Rügenwalde aus dem Adelsgeschlecht der Swenzonen den Verkauf des Dorfs Arnshagen und des Hafens Stolpmünde an den Magistrat der Stadt Stolp bestätigten. Seiner historischen Dorfform nach war Arnshagen ursprünglich als Hagenhufendorf angelegt worden.
Um 1784 gab es in dem Ort einen Prediger, einen Schulmeister, neun Bauern und eine Schmiede bei insgesamt 16 Haushaltungen.  Im Laufe des 19. Jahrhunderts wurde aus dem städtischen Eigentumsdorf ein Bauerndorf.
Die Gemarkung der landgemeinde Arnshagen hatte Anfang der 1930er eine Fläche von 6,7 km². Innerhalb der Gemeindegrenzen standen insgesamt 70 bewohnte Wohnhäuser an drei verschiedenen Wohnstätten:
1. Arnshagen
2. Bahnhof Arnshagen
3. Kamp

Um 1935 hatte Arnshagen unter anderem einen Gasthof, eine Molkerei, eine Mühle, eine Schmiede und zwei Tischlereien. 1939 hatte Arnshagen insgesamt 60 landwirtschaftliche Betriebe.
Im Jahre 1910 waren in Arnshagen 377 Einwohner registriert. Ihre Zahl stieg bis 1925 auf 395, betrug 1937 noch 381 und schließlich 1939 noch 362 (bei einer Fläche von 666 Hektar).
Bis 1945 war Arnshagen mit den Ortschaften Arnshagen-Bahnhof und Kamp eine Gemeinde im Landkreis Stolp im Regierungsbezirk Köslin der preußischen Provinz Pommern des Deutschen Reichs. Sie bildete einen eigenen Amtsbezirk, war Sitz eines Standesamtes und gehörte zum Amtsgerichtsbereich Stolp.
Gegen Ende des Zweiten Weltkriegs wurde Arnshagen am Vormittag des 8. März 1945 von der Roten Armee besetzt. Weil der Ort innerhalb des sowjetischen militärischen Sperrbezirks an der Ostsee lag, mussten die Bewohner ihren Ort für etwa drei Wochen verlassen. Anschließend wurde Arnshagen seitens der sowjetischen Besatzungsmacht der Volksrepublik Polen zur Verwaltung überlassen. Anfang August 1945 besetzten die ersten Polen die Höfe. Arnshagen wurde  unter der polonisierten Ortsbezeichnung Charnowo verwaltet. Die Dorfbewohner wurden nach und nach von der polnischen Administration vertrieben. Transporte in Richtung Westen gingen von Stolp aus am 10. Dezember 1945 und am 5. Juni 1946 ab; die letzten Dorfbewohner wurden 1947 vertrieben. 
Später wurden in der Bundesrepublik Deutschland 150 und in der DDR 106 aus Arnshagen vertriebene Dorfbewohner ermittelt.
Das Dorf ist heute ein Ortsteil (Sołectwo) der Gmina Ustka im Powiat Słupski der Woiwodschaft Pommern (1975–1998 Woiwodschaft Słupsk). Hier leben jetzt 280 Einwohner.

## Schule
In der im Jahre 1932 einstufigen Volksschule unterrichtete ein Lehrer 51 Schulkinder. Ein neues zweiklassiges Schulgebäude mit zwei Wohnungen wurde am 9. Juli 1939 eingeweiht. Die letzten deutschen Lehrer waren Walter Janczikowsky und Heinz Hoffmeister.

## Kirche

### Dorfkirche

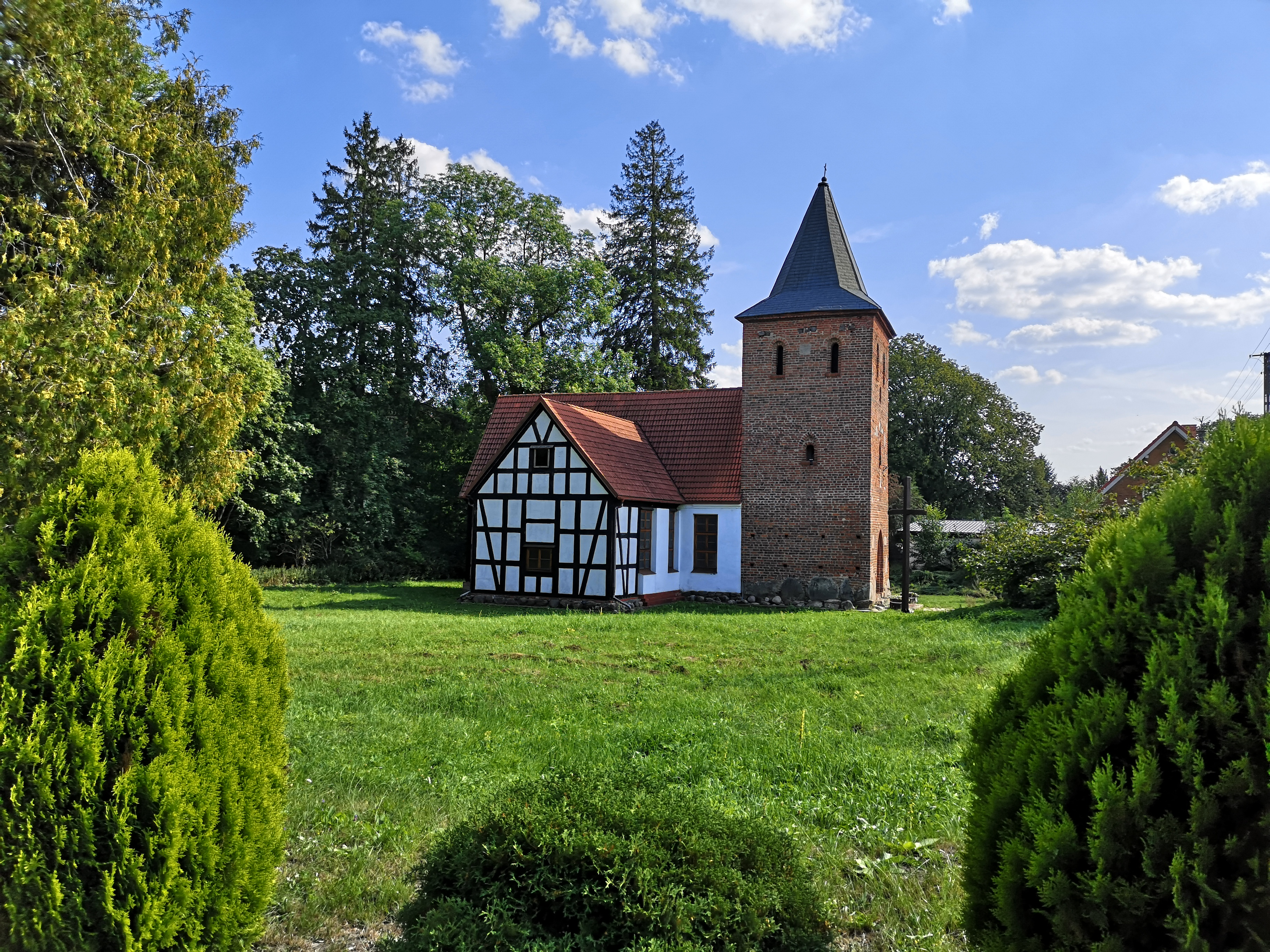
Dorfkirche (2004), bis 1945 Gotteshaus der evangelischen Gemeinde Arnshagen

Die schlichte Fachwerkkirche stammt aus dem Jahre 1625 und besitzt einen mit rundbogigen Blenden gegliederten Turm aus Feld- und Backsteinen von etwa 1400. Bis 1945 zeigte der farbenprächtige, von zwei glatten Säulen gerahmte Altar im Mittelbild die Kreuzigung Jesu. Der gesamte Innenraum, in den die Empore eigenartig weit hineinreichte, galt als einer der schönsten des ehemaligen Landkreises Stolp. Hier baute auch der Orgelbaumeister Christian Friedrich Völkner (1831–1905) aus dem Nachbarort Dünnow im Jahre 1859 seine erste Orgel – ein kleines Werk ohne Pedal –, die noch 1946 gespielt wurde. In der Kirche war ein Schiffsmodell aufgehängt.
Mehr als 300 Jahre war die Arnshagener Kirche ein evangelisches Gotteshaus. 
Im Jahr 1945 wurde die Dorfkirche von der polnischen Administration zugunsten der polnischen katholischen Kirche zwangsenteignet und vom polnischen katholischen Klerus ‚neu geweiht‘.

### Kirchengemeinde bis 1945
Die Bevölkerung des alten Kirchdorfs Arnshagen  war vor 1945 überwiegend evangelischer Konfession. Der Ort war Pfarrsitz, zu dessen Kirchspiel noch die Filialkirche Groß Strellin  sowie die Orte Hohenstein, Klein Strellin, Neumühl  und Überlauf  gehörten. Es lag im Bereich des Kirchenkreises Stolp-Stadt im Ostsprengel der Kirchenprovinz Pommern der Kirche der Altpreußischen Union. Das Kirchenpatronat oblag dem Magistrat von Stolp für Arnswalde und dem Rittergutsbesitzer von Groß Strellin. 1940 zählte das Kirchspiel Arnshagen insgesamt 1755 Gemeindeglieder, von denen 1105 zur Kirchengemeinde Arnswalde gehörten. Der Bestand an Kirchenbüchern reichte bis 1640 zurück.

### Polnische Kirchengemeinde nach 1945
Die polnische Einwohnerschaft, die seit 1945 nach der Vertreibung der einheimische Dorfbewohner in dem Ort lebt, ist fast ausnahmslos katholischer Konfession. Der Ort ist jetzt nicht mehr Pfarrsitz, sondern – wie auch das Dorf Zimowiska (Wintershagen) – eine Filialgemeinde innerhalb der Pfarrei Najświętszego Zbawiciela in Ustka (Stolpmünde). Sie gehört zum Dekanat Ustka im Bistum Köslin-Kolberg der Katholischen Kirche in Polen. Hier lebende evangelische Kirchenglieder sind jetzt dem Pfarramt der Kreuzkirchengemeinde in Słupsk in der Diözese Pommern-Großpolen der Evangelisch-Augsburgischen Kirche in Polen zugeordnet.

## Verkehr
Eine Stichstraße führt direkt zur Woiwodschaftsstraße 210 (ehemalige deutsche Reichsstraße 125), die den Ort mit der Ostseeküste sowie mit der Kreisstadt Słupsk und darüber hinaus verbindet.
Seit 1878 ist der Ort Bahnstation an der Bahnstrecke Piła–Ustka (Schneidemühl–Stolpmünde).